# Georg Simon Winter von Adlersflügel

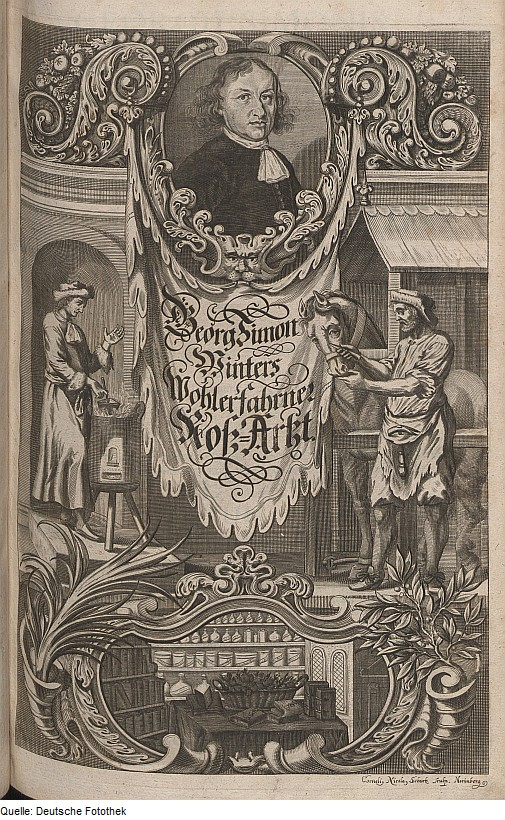
Georg Simon Winter von Adlersflügel

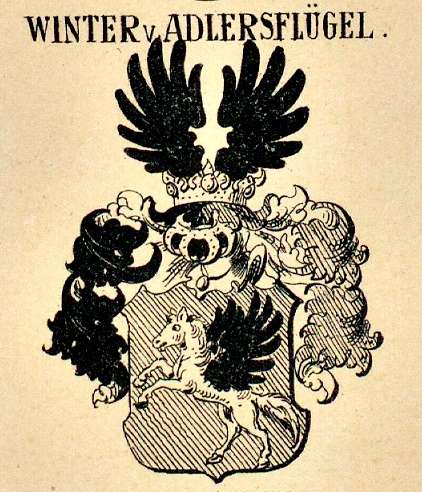
Familienwappen

Georg Simon Winter, ab 1681 Winter von Adlersflügel (getauft 12. Januar 1629 in Ansbach; † 22. Dezember 1701 in Quedlinburg) war ein deutscher Reitmeister, Pferdearzt und Autor aus dem Adelsgeschlecht Winter von Adlersflügel.

## Leben
Georg Simon Winter war eines der 13 Kinder des markgräflichen Bereiters Johann Winter. Nach einem Dienst im schwedischen und spanischen Heer erhielt er in den Jahren 1655 bis 1656 eine Ausbildung beim Heidelberger Reit- und Stallmeister Aurelius Sebastianus Frobenius.
Im Jahre 1656 schloss er die Ehe mit Anna Maria Loedel. 1661 kehrte er aus der Kurpfalz nach Ansbach zurück und trat die Nachfolge seines Vaters als Bereiter an. 1672 folgte Winter, der zuletzt Oberbereiter und Stutenmeister am Hofe der Markgrafen Albrecht und Johann Friedrich von Brandenburg-Ansbach gewesen war, einem Ruf Eberhards III. von Württemberg als herzoglicher Stutenmeister. Die Aufsicht über das Haupt- und Landgestüt Marbach, die Fohlenstationen Urach und Grafenau sowie das Offenhausener Eselsgestüt legte er kurz vor dem Tode des Herzogs wieder nieder, weil die guten Zeiten der württembergischen Pferdezucht vorüber waren.
Fortan widmete sich Winter verstärkt der Publikation von Schriften zur Pferdeheilkunst und -zucht. Am 9. August 1681 erhob ihn Kaiser Leopold I., der dem Hippiatriker, wohl auch wegen dessen persönlicher Widmung mehrerer seiner Werke sehr zugetan war, unter Namensmehrung durch von Adlersflügel in den Adelsstand.
Um 1690 befand sich Winter von Adlersflügel als Stallmeister in brandenburgischen Diensten, bevor er an den dänischen Hof wechselte. Unter König Christian V. übernahm Winter dann die Stelle des Rittmeisters an der Hofreitschule Christiansborg, wo er sich erfolgreich der Ausbildung der berühmten dänischen Knabstrupper widmete. 1697 trat Winter die Stallmeisterstelle in Gröningen an. Im brandenburgischen ehemaligen Bistum Halberstadt lebte er dann auch bis zu seinem Tode.
Sein Sohn Ludwig Christian Johannes Winter von Adlersflügel (1661–1705) wurde sein Nachfolger als Rossarzt und Stallmeister in Gröningen. Seine Tochter Sophia Margarethe lebte noch 1694 im Kloster zu Wollmirstädt.
Die Schriften Winters von Adlersflügel wurden nach seinem Tode noch mehrfach aufgelegt und galten im 18. Jahrhundert als Standardwerke der Hippiatrik.

## Werke
- Stutherey Mercurius, oder die gruendliche und kurtz durchgehende Beschreibung, wie eine Stutherey anzurichten …, Ansbach 1670 (Digitalisat)
- Tractatio Nova et Auctior De Re Equaria Complectens partes tres... Neuer und vermehrter Tractat von der Stuterey oder Fohlenzucht, 1672 (digitale Version)
- Neuer Tractat von der Reith-Kunst, 1674 (digitale Version)
- Hippiater Expertus, sev medicina equorum absolutissima, Tribus Libris comprehensa: quorum I. Agit de Equorum Temperamentis ... II. De Affectibus internis Thoracis & Abdominis ... III. De omnis generis Unguentis; Oleis; Balsamis & Emplastris in genere ... / Wolerfahrner Ross-Arzt, oder vollständige Ross-Artzney-Kunst, in drei Büchern verabfasset: deren I. Handelt von der Pferde Complexion, ihre Natur und Alter erkennen, alle innerlichen und Äusserlichen Krankheiten heilen, so wie auch wie man dieselben vor bevorstehenden Vebeln verwahr ... II. Von allen und jeden innerlichen Krankheiten der Brust und dess Schmeerbauchs ... III. Von allerhand Salben; Oelen; Balsamen und Pflastern insgemein ..., Norimbergk 1678
- Wolberittener Cavallier: Oder Gründliche Anweisung Zu der Reit- und Zaum-Kunst. - Bellerophon, sive eques peritus. Hoc est: artis equestris accuratissima institutio, opere bipartito, seu duobus libris, absoluta:, 1678
- Curioser Stallmeister oder vollstaendige Ross-Artzney-Kunst, 1692
- Georgii Simonis Winteri Hippiater Expertus, Seu Medicina Equorum Absolutissima. Norimbergae 1678, Online-Ausgabe der Sächsischen Landesbibliothek - Staats- und Universitätsbibliothek Dresden
- Curioser Stallmeister oder vollständige Roß-Artzney-Kunst. [Halberstadt] 1691, Online-Ausgabe der Sächsischen Landesbibliothek - Staats- und Universitätsbibliothek Dresden